# Crap Attack
Crap Attack es el segundo disco de We Are Scientists. Este álbum es una recopilación de caras b, rarezas y canciones en directo. Destacan versiones como «Hoppípolla», de la banda islandesa Sigur Rós; «Bang Bang Rock & Roll», de la banda británica Art Brut; y «Sie Hat Was Vermisst», de la banda alemana Die Ärzte.
El disco fue lanzado en formato CD y DVD, donde podemos ver videos del concierto que dio la banda en la primavera de 2006 en el Shepherds Bush Empire de Londres.

## Listado de canciones
1. Ram It Home
2. Surprise
3. The Great Escape (The Silence Mix)
4. Mucho Más
5. Callbacks Under The Sea
6. Hoppípolla
7. Bang Bang Rock & Roll
8. Nobody Move, Nobody Gets Hurt Under The Sea
9. Sie Hat Was Vermisst
10. Be My Baby
11. This Scene Is Dead (Pete Predictable Remix)
12. History Repeats
13. This Means War
14. The Great Escape Under The Sea
15. Textbook Under The Sea

- Datos: Q2771475